# Pseudocatharylla photoleuca
Pseudocatharylla photoleuca là một loài bướm đêm trong họ Crambidae.